# Pierre-Jean Ruff
Pour les articles homonymes, voir Ruff.
Pierre-Jean Ruff, pasteur et penseur religieux de l’Église réformée de France (ERF), dont il est aujourd’hui officiellement retraité, est né le 14 juillet 1932 à Marseille. 

## Activités

### Le pasteur
Pierre-Jean Ruff a exercé son ministère pastoral successivement à Saint-Privat de Vallongue, Cassagnas, Barre des Cévennes (Lozère), Clairac (Lot-et-Garonne), puis en Île-de-France à Paris-Étoile, Houilles, Sartrouville, Maisons-Laffitte (dans les années 1980, il fut président du Consistoire du Nord-Ouest) et finalement à Paris-Bastille au Foyer de l'Âme fondé par Charles Wagner. Il est 5 ans durant président du Comité Justice et Paix pour la Palestine et le Proche-Orient du 5e arrondissement de Paris. Il est pasteur jusqu'en 2015 de l'église réformée française de Copenhague. Il crée en 2005 et préside jusqu'en 2017 l’association Le Temple du Rouve, les Premiers Camisards et la Liberté de Conscience qui a créé un lieu de mémoire dédié aux luttes pour la liberté de conscience au Rouve Bas (Saint-André-de-Lancize, Lozère).

### Le penseur religieux
Attaché à la tradition théologique libérale, il se réclame des courants spiritualistes, unitariens et dualisants qui ont notamment caractérisé le christianisme gnostique des premiers siècles et la théologie des cathares.
Trois auteurs l’ont particulièrement marqué :
- Louis Évely, dont les écrits sur la non-toute-puissance de Dieu ont jadis jeté un pavé dans la mare de la pensée chrétienne[3];
- Elaine Pagels, théologienne américaine spécialiste des gnostiques chrétiens des premiers siècles;
- Charles Wagner, surtout, dont Pierre-Jean Ruff a défini ainsi son libéralisme : « Un agnosticisme religieux, mystique et siégeant, le souci de mettre l’Homme et non la Révélation ou l’Église au centre du dessein de Dieu, l’assurance de l’amour de Dieu qui garantit une fin bonne et un présent marqué du sceau de la lumière »[4].

L’œuvre et les actions de Pierre-Jean Ruff sont dominés par un certain nombre d’axes de pensée :
- L’ensemble de la pensée et du projet de Charles Wagner : rigueur de la pensée, mystique et un point de panthéisme.
- Une conjonction entre libéralisme théologique et un penchant gnostico-cathare.
- La distinction entre la foi ou plutôt les fois religieuse(s) et la foi en la vie.
- Les discordances visibles chez les chrétiens d’aujourd’hui sur ce qui se passe après la mort (l’au-delà)[5].

Pierre-Jean Ruff a manifesté des convictions unitariennes dans son livre sur le protestantisme libéral paru en 1993. Alors pasteur à l’Église réformée de la Bastille, au Foyer de l’Âme fondé par Charles Wagner au début du siècle, il avait déjà cette vision selon laquelle la dynamique libérale qui animait le protestantisme européen depuis le milieu du XIXe siècle n'était pas sans toucher aussi les milieux catholiques.
Il est, durant 8 ans, président du comité Évangile et Liberté, puis rédacteur chargé des numéros spéciaux de la revue de cette association. Il participe à l’Association Protestante Libérale (Paris) devenue l’association Théolib, d’inspiration protestante libérale.
Durant plusieurs années, il anime un jumelage entre le Foyer de l’Âme et l’une des deux paroisses de l’Église unitarienne d’Odorheiu-Secuiesc, en Transylvanie (district d’Harjita). Il est conseiller théologique de l’Assemblée Fraternelle des Chrétiens Unitariens (AFCU) depuis 2004, et représenta pendant quelques années cette association auprès de la Fédération des Réseaux du Parvis.

## Publications

### Livres
- 1980 : Être pasteur aujourd’hui ? Suivi de Vers les Églises de demain. Les Publications Universitaires, Paris, France, 255 pp.
- 1983 : Comment comprendre la Bible ? La Cause, Carrières-sous-Poissy, France, 108 pp.
- 1989 : Un seul Dieu ? Ou Le problème du Mal. Alliance, Lillois, Belgique, 158 pp. (ISBN 978-2873000004)
- 1994 : Le protestantisme libéral : vers un christianisme d’ouverture, préface de Laurent Gagnebin. Éditions Le Foyer de l’Âme, Paris, France, 134 pp. (ISBN 978-2950709912)
- 1994 : Souffle des quatre vents : plaidoyer pour l’Esprit et la mystique. Fernand Lanore, Paris, 159 pp. (ISBN 978-2851571328)
- 1996 : Le Dieu Esprit : méditations à partir de l’Évangile de Jean. Les Éditions du Prieuré, Rouvray, France, 235 pp. (ISBN 978-2909672861)
- 1999 : Charles Wagner et le Foyer de l’Âme : histoire et combats. Van Dieren, Paris, France, 93 pp. (ISBN 978-2-36500-078-9)
- 2004 : Marie de Magdala, figure de proue du christianisme de sensibilité gnostique. Christian Lacour, Nîmes, 164 pp. (ISBN 978-2750403836)
- 2007 : Tous exorcistes : notre pouvoir sur le Mal. Christian Lacour, Nîmes, 143 pp. (ISBN 978-2750418113)
- 2008 : Charles Wagner, chantre d'une théologie biblique, naturelle et libérale. Théolib, Saint-Martin de Bonfossé, France, 125 pp.
- 2008 : Des dérives des religions aux dérives qu'elles suscitent. Christian Lacour, Nîmes, 100 pp. (ISBN 978-2-7504-2049-9)
- 2008 : Le temple du Rouve, lieu de mémoire des Camisards. Christian Lacour, Nîmes, 26 pp. (ISBN 978-2750418953)
- 2008 : Dieu veut il le mal ?, Théolib, Saint-Martin de Bonfossé. (ISBN 978-2-36500-016-1)
- 2010 : Ce que je crois : quelle théologie et quelle prédication pour le XXIe siècle ? Théolib, Saint-Martin de Bonfossé, France, 117 pp. (ISBN 978-2-36500-030-7)
- 2012 : La culpabilité et le pardon : considérations impertinentes. Théolib, Saint-Martin de Bonfossé, France, 119 pp. (ISBN 978-2-36500-015-4)
- 2013 : Christianisme et islam. Théolib, Saint-Martin de Bonfossé, France, 104 pp. (ISBN 978-2-36500-060-4)
- 2013 : L'euthanasie : comment respecte-t-on le mieux la vie ? Théolib, Saint-Martin de Bonfossé, France, 116 pp. (ISBN 978-2-36500-061-1)
- 2013 : La Foi et l'Athéisme: que croire ? Théolib, Saint-Martin de Bonfossé, France, 111 pp. (ISBN 978-2-36500-068-0)
- 2014 : Impensable Résurrection ? À Demain (?) Ailleurs (?) Autrement (?). Théolib, Saint-Martin de Bonfossé, France, 130 pp. (ISBN 978-2-36500-087-1)
- 2015 : Les camisards. Un combat pour la liberté de conscience. Théolib, Saint-Martin de Bonfossé, France, 114 pp.  (ISBN 978-2-36500-110-6)
- 2019 : Le dieu démuni. L'homme est-il responsable du mal ? Ampelos France. 2019. 113 p.  (ISBN 978-2356181657)

### Ouvrages collectifs
- 1992 : Ferdinand Buisson et Charles Wagner, Sommes-nous tous des libres croyants ?, postface de Franck Storne et Pierre-Jean Ruff. Éditions Le Foyer de l’Âme, Paris, France, 170 pp. (ISBN 978-2-9507099-0-5)
- 1995 : Anne Brenon et Pierre-Jean Ruff, Le christianisme des bons hommes : message des cathares pour aujourd’hui. Éditions Le Foyer de l’Âme, Paris, France, 104 pp. (réédité en 2006) (ISBN 978-2950709936)
- 2019 : Anne Faisandier et Pierre-Jean Ruff : Comment annoncer l'Evangile aujourd'hui ? Olivetan. (ISBN 978-2-35479-481-1)

### Rééditions
- 2005 : Le protestantisme libéral, vers un christianisme d’ouverture, édition revue et augmentée avec une préface de Paul Abéla. Théolib, Saint-Martin de Bonfossé, France, 119 pp. (réédition de l’ouvrage publié sous le même titre en 1993 aux Éditions Le Foyer de l’Âme) (ISBN 978-2950709912)
- 2008 : Dieu veut-il le Mal ? : interpellations gnostiques, cathares et autres. Théolib, Saint-Martin de Bonfossé, France, 145 pp. (réédition de l’ouvrage publié en 1989 chez Alliance sous le titre Un seul Dieu ? Ou Le problème du Mal) (ISBN 978-2-36500-016-1)
- 2011 : L'Évangile de Jean est-il gnostique ? Méditations à partir de l'Évangile de Jean. Théolib, Saint-Martin de Bonfossé, France, 183 pp. (réédition de l’ouvrage publié en 1996 aux Éditions du Prieuré sous le titre Le Dieu Esprit : méditations à partir de l’Évangile de Jean). (ISBN 978-2-36500-046-8)
- 2012 : Souffle des quatre vents : plaidoyer pour l’Esprit et la mystique. Théolib, Saint-Martin de Bonfossé, France, 118 pp. (réédition de l’ouvrage publié sous le même titre en 1994 chez Fernand Lanore) (ISBN 978-2-36500-054-3)
- 2016 : Comment comprendre la Bible. Théolib, Saint-Martin de Bonfossé, France, 158 pp. (réédition revue et augmentée de l’ouvrage publié sous le même titre en 1983 aux Éditions de la Cause) (ISBN 978-2-36500-133-5)